# 水仙大師
水仙大師（義大利語：Narcissus Quagliata，即納西瑟斯·夸利亞塔，1942年—），美國籍義大利視覺藝術家，目前長居墨西哥，以玻璃為素材進行創作而聞名。

## 經歷
水仙大師於1942年生於第二次世界大戰期間的羅馬市，在羅馬居住時曾經向著名超現實主義畫家乔治·德·基里科學習繪畫。19歲時前往美國旧金山艺术大学就讀，於1966年獲得學士學位，再於1968年獲得碩士學位。獲得學位後水仙大師致力於以玻璃、琉璃、水晶為主要創作材料。作品獲得美國國家博物館、紐約大都會博物館、墨西哥現代藝術博物館等博物館收藏。

## 主要作品
- 義大利羅馬天使与殉教者圣母大殿「光時穹頂」。
- 台灣高雄市高雄捷運美麗島站「光之穹頂」。
- 台灣臺中市總太建設東方帝國推案「無限」[3]。

## 作品圖集

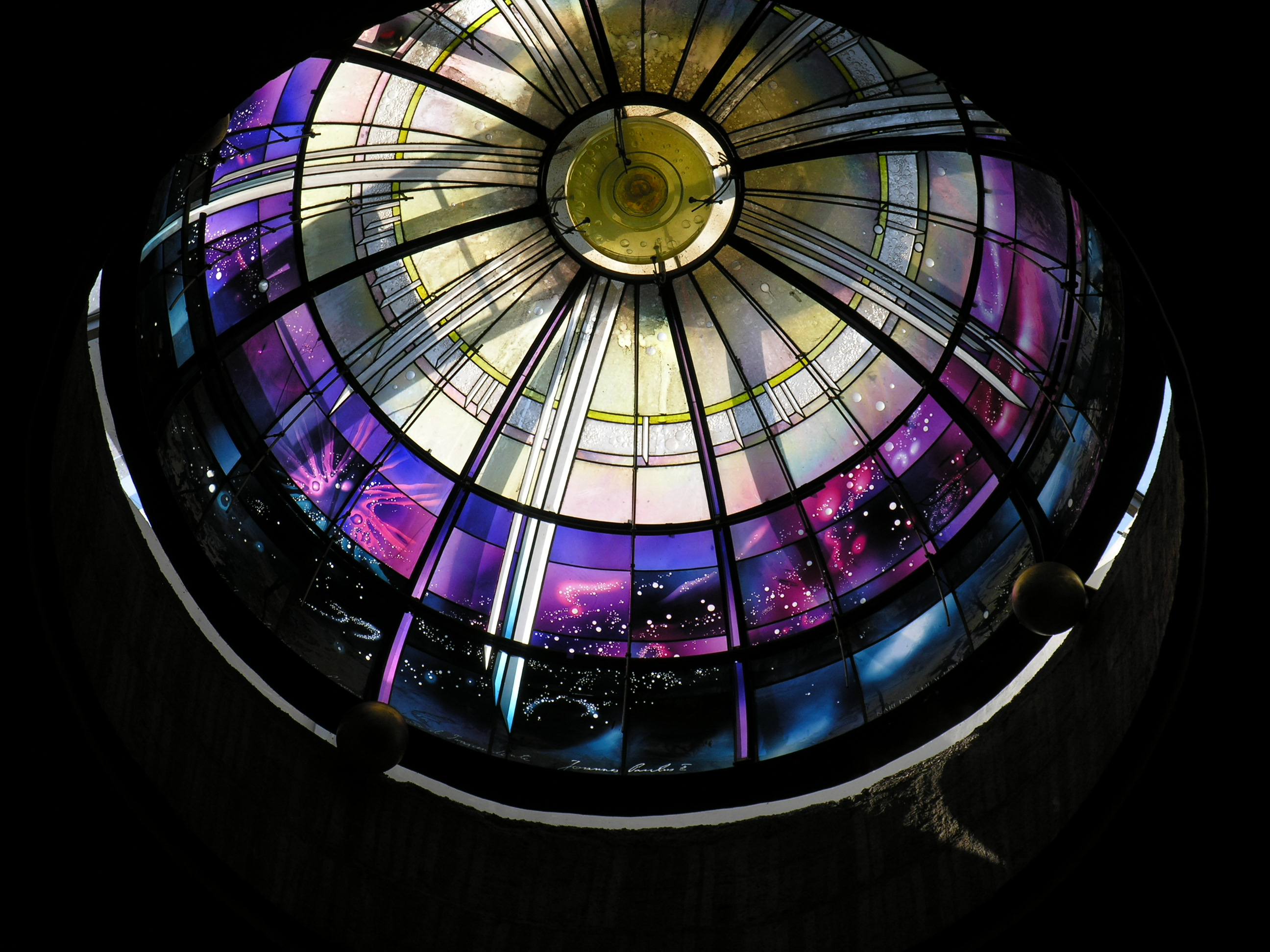
光時穹頂
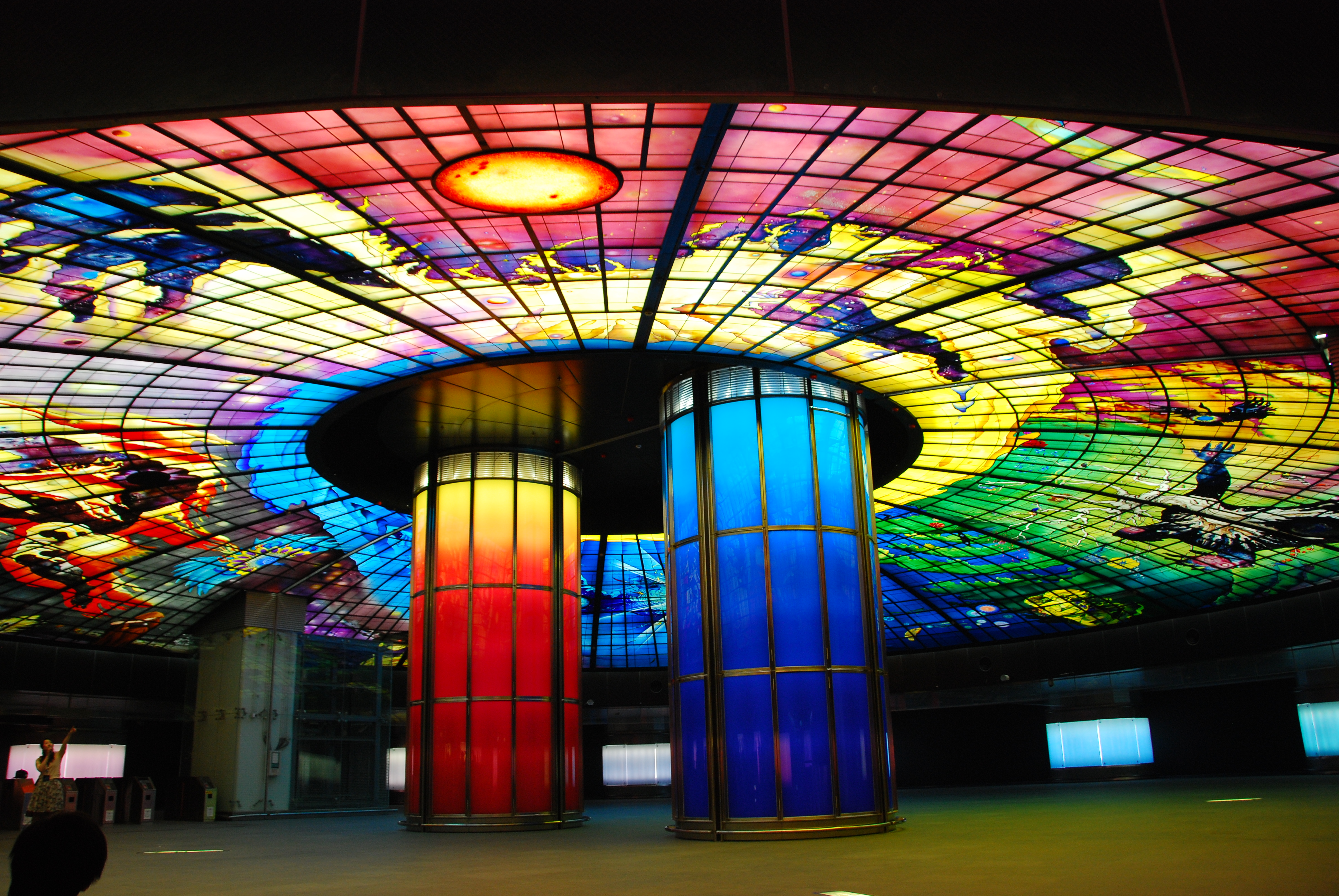
光之穹頂

## 家庭
水仙大師的長子奧菲歐·夸利亞塔（Orfeo Quagliata）也是玻璃藝術家，現為墨西哥 Phuze Design 公司首席設計師。

## 外部連結
- 水仙大師官方網站 （页面存档备份，存于）
- 光之穹頂 演繹高雄生命力[永久]